# Vojislav Vučković

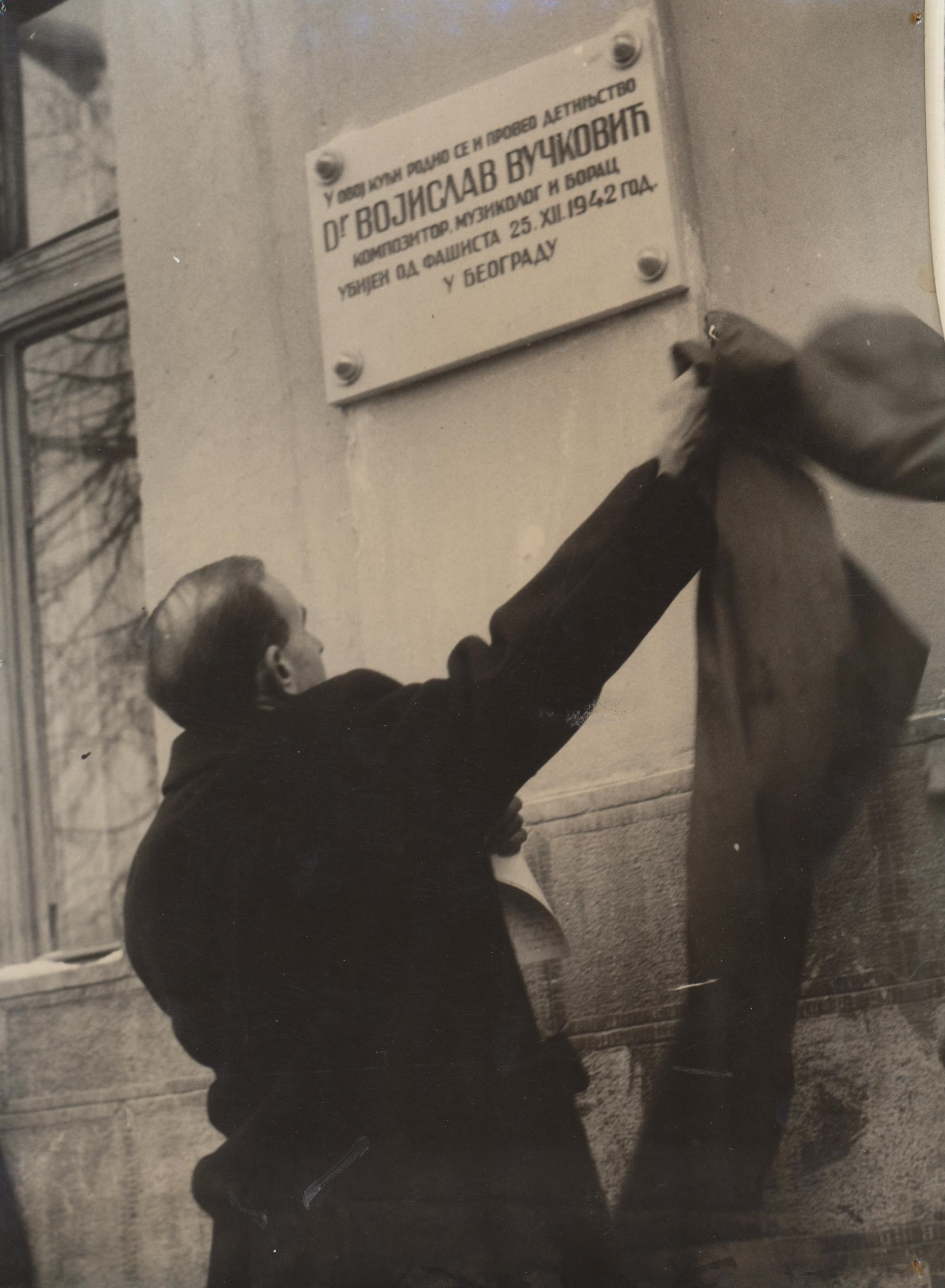
Enthüllung einer Gedenktafel für Vojislav Vučković in Pirot, 1966

Vojislav Vučković (* 18. Oktober 1910 in Pirot; † 25. Dezember 1942 in Belgrad) war ein jugoslawischer bzw. serbischer Komponist, Dirigent und Musikwissenschaftler.

## Leben
Vučković studierte ab 1929 am Prager Konservatorium zunächst bei Rudolf Karel, dann in der Meisterklasse bei Josef Suk, Vierteltonmusik bei Alois Hába und Dirigieren bei Nikolai Malko. Bereits mit seinen ersten Kompositionen erregte er Beachtung bei Aufführungen in Prag 1933 und beim IGNM-Fest 1933 in Straßburg. 1934 promovierte er in Musikwissenschaft bei Zdeněk Nejedlý an der Prager Karls-Universität mit einer Dissertation zum Thema Musik als Propagandainstrument. Seit 1935 war er Dirigent der Belgrader Philharmonie, ab 1936 Professor an der Stanković-Musikschule sowie 1937–1940 Musikredakteur bei Radio Beograd. Nach der  Besetzung Jugoslawiens im April 1941 schloss er sich der Volksbefreiungsarmee unter der Führung von Josip Broz Tito an. Als Widerstandskämpfer und Mitglied der Kommunistischen Partei Jugoslawiens wurde Vojislav Vučković am 24. Dezember 1942 durch die Sicherheitspolizei der nationalsozialistischen Besatzungsmacht verhaftet. Noch am selben oder einen Tag später starb er an den dabei und durch die nachfolgende Folterung erlittenen Verletzungen.

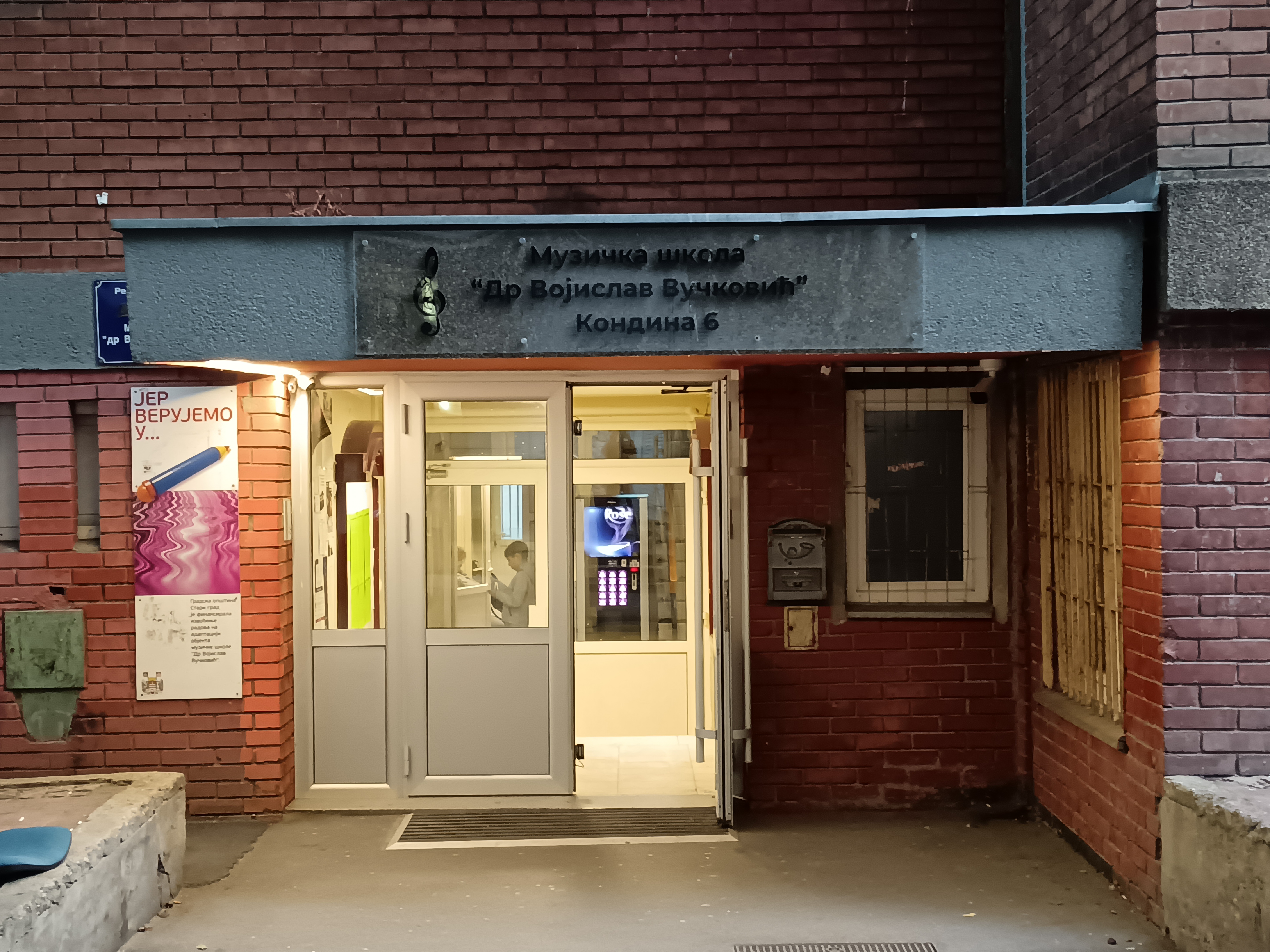
„Dr. Vojislav Vučković“-Musikschule in Belgrad

Zu den postumen Ehrungen für Vučković zählt die Benennung der „Dr. Vojislav Vučković“-Musikschulen in Belgrad, Čačak und Niš.

## Werke
Vojislav Vučković komponierte u. a. das Ballett Čovek koji je ukrao Sunce (Der Mann, der die Sonne stahl, 1940), drei Sinfonien (1933, 1941, 1942), sinfonische Dichtungen, kammermusikalische Werke sowie Lieder und verfasste zahlreiche Artikel und musikwissenschaftliche Werke.